# Blithfield
Blithfield – wieś w Anglii, w hrabstwie Staffordshire, w dystrykcie East Staffordshire. Leży 13 km na wschód od miasta Stafford i 191 km na północny zachód od Londynu.